# Hypselohaptodus
Hypselohaptodus es un género extinto de pelicosaurios perteneciente al clado Sphenacodontia. Era de tamaño pequeño a mediano, midiendo entre 60 y 150 centímetros de longitud y de 3 a 30 kilogramos de peso. Vivió desde Pérmico Inferior, en la Inglaterra. Era un depredador de mediano tamaño, que se alimentaba de insectos y vertebrados pequeños. Es uno de los esfenacodóntidos más primitivos y está relacionado con otros de su tipo (o pudieron ser ancestros de ellos), como Dimetrodon. Este comparte muchas características estructurales del cráneo y el esqueleto con los esfenacodóntidos más especializados. A diferencia de Dimetrodon, Haptodus carecía de aleta dorsal.
Su posición filogenética no está clara; hay autores que lo hacen sinónimo con géneros como Palaeohatteria, Pantelosaurus y Cutleria y otros que dudan de esto y que afirman que es un género polifilético.

## Descubrimiento e historia
La especie tipo, Hypselohaptodus grandis  fue descrito como una nueva especie de Haptodus para partir de Gz 1071, un maxilar izquierdo parcial, el cual se exhibe en el Museo del condado de Warwick. Fue recolectado en Kenilworth en Warwickshire, Inglaterra, en la Formación Arenisca Kenilworth (Grupo Warwickshire), que data de principios del Asseliano, cerca de 299 millones de años. Sin embargo, Spindler (en prensa) demostró que Haptodous grandis pertenecía a un género distinto de la especie tipo Haptodus.